# Gemeenschappelijk ioneffect
Het gemeenschappelijk ioneffect is in de scheikunde het verschijnsel dat wanneer twee stoffen in dezelfde oplossing eenzelfde ion hebben, de oplosbaarheid afneemt. Het effect is een directe toepassing van het principe van Le Chatelier. Volgens dit principe "verschuift" een evenwicht zodra aan een kant reagerende stoffen worden toegevoegd. Omdat het oplossen van stoffen een evenwicht is tussen de vaste stof en deeltjes in oplossing, verschuift door de aanwezigheid van een andere stof met eenzelfde ion het evenwicht in de richting van de vaste stof.

## Gemeenschappelijk ion bij twee opgeloste zouten
De oplosbaarheid van een stof wordt uitgedrukt in het zogenaamde oplosbaarheidsproduct. Dit is het product van de concentraties (molariteiten) van de ionen waaruit de stof bestaat in verzadigde toestand. Het oplosbaarheidsproduct is voor elke stof uniek en is bij onveranderde temperatuur en druk constant. Voor bijvoorbeeld een waterige oplossing van natriumchloride wordt het oplosbaarheidsproduct Ks gegeven door:
Ks, NaCl = [Na+][Cl−]
Waarin [Na+] en [Cl−] respectievelijk de concentraties van het natrium- en chloride-ion zijn in verzadigde toestand. Het evenwicht dat in verzadigde toestand optreedt tussen vaste stof en ionen kan met de volgende reactievergelijking worden weergegeven:
NaCl (s) ↔ Na+ (aq) + Cl− (aq)
Als in dezelfde oplossing kaliumchloride wordt toegevoegd, komen er extra chloride-ionen in de oplossing. De chloride-ionen staan aan de rechterkant van de vergelijking, zodat volgens het principe van Le Chatelier het evenwicht naar links verschuift. Dat betekent dat de concentratie van natriumionen (Na+) afneemt en de hoeveelheid vaste stof (NaCl) toeneemt.

## Gemeenschappelijk ion bij zuurteregelende buffers
Het gemeenschappelijk ioneffect verklaart het gedrag van buffers. Bij een zuurteregelende buffer is er ofwel sprake van een oplossing van een zuur met een zout (ionische verbinding) van de geconjugeerde base, ofwel een base met een zout van het geconjugeerde zuur. Een voorbeeld is een waterige oplossing van kaliumfluoride (KF) en waterstoffluoride (HF). Kaliumfluoride is een goed oplosbaar zout: het heeft een hoog oplosbaarheidsproduct. De vergelijking voor het oplossen is:
KF (s) → K+ (aq) + F− (aq)
Waterstoffluoride is een zwak zuur. Wanneer het in water wordt opgelost is sprake van de volgende dissociatiereactie:
HF (aq) + H2O (l) ↔ F− (aq) + H3O+ (aq)
De concentratie van het hydroniumion (H3O+) bepaalt de zuurte of pH van de oplossing. In een zuivere oplossing van waterstoffluoride zou de pH slechts afhangen van de concentratie en de evenwichtsconstante (KA). Maar als ook kaliumfluoride opgelost is, doen de extra fluoride-ionen het evenwicht naar links opschuiven. Dit betekent dat de concentratie hydronium-ionen afneemt, en derhalve ook de pH.